# Riksväg 50

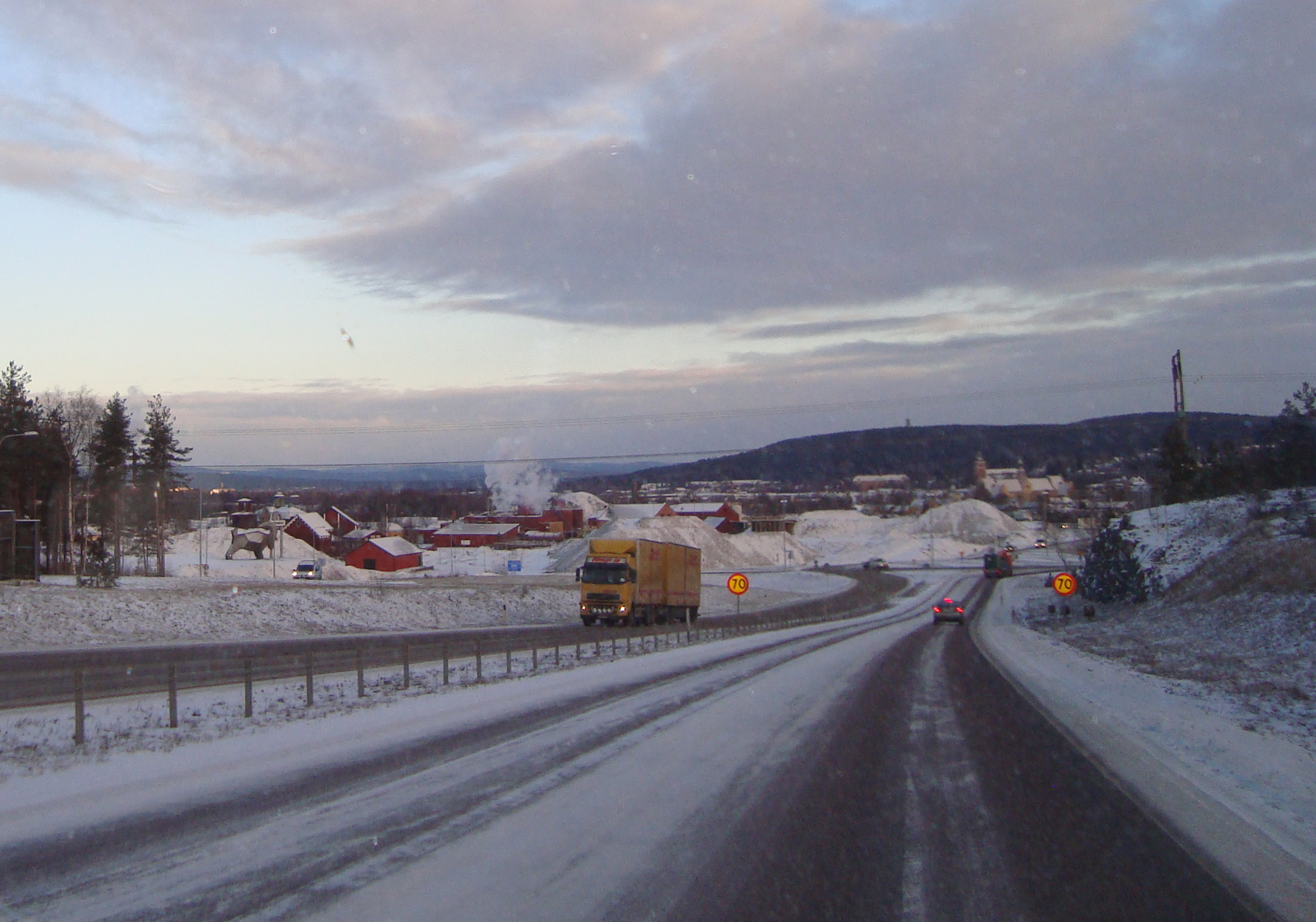
Riksväg 50 vid sydvästra infarten till Falun

Riksväg 50 är en omkring 466 kilometer lång svensk riksväg som går mellan Jönköping och Söderhamn. På delen Jönköping–Mjölby är den så kallad gästväg på E4 och på delen Borlänge–Falun på E16. Vägen har smeknamnet Bergslagsdiagonalen.

## Vägstandard
Vägen räknas som en nationell stamväg på sträckan (Jönköping–)Mjölby–Borlänge, och som normal riksväg i övrigt. Sedan 2009 är även sträckan Borlänge–Falun nationell stamväg, som del av E16.
Mellan Mjölby och Motala är vägen planskild och mötesfri med förbud mot långsamtgående trafik. Delen Mjölby–Skänninge är fyrfältsväg, Skänninge–Motala södra är 2+1-väg (här går vägen parallellt med järnvägen) och genom Motalas västra delar är den åter fyrfältsväg (med bro över Motalaviken - Motalabron) för att strax norr om Motala gå över till vanlig landsväg med 2+1-utformning.
Resten av sträckan Motala–Askersund är vanlig landsväg, relativt smal och krokig. Vikar och sund vid Vättern passeras vid Hammarsbroarna. Sträckan Askersund–Hallsberg är 2+1-väg. Från Hallsberg till Örebro är vägen motorväg tillsammans med E20 i cirka 30 km.
Vägen passerar igenom samhället Lillån, strax norr om Örebro. Härifrån är vägen utformad som mötesfri landsväg med fyra körfält (2+2-väg) till Axbergshammar, 18 km norr om Örebro. Hösten 2018 färdigställdes en 2+1-väg som sträcker sig till länsväg 244 vid Lilla Mon. Härifrån fortsätter riksvägen som 2+1-väg till södra infarten till Lindesberg. Sedan vidtar ett långt avsnitt utan mötesseparering.
Vid Grängesberg går vägen rakt genom samhället. En sträcka (genom järnvägsporten "Dalporten") är hastighetsbegränsad till 30 km/tim. En förstudie har genomförts för att belysa möjligheten till en förbifart alternativt bättre genomfart. Några medel finns inte avsatta under planperioden 2010–2021.
Även vid Ludvika går vägen rakt genom stadens centrum. En arbetsplan fanns framtagen för att bygga den förbifart/genomfart som planerats sedan årtionden men arbetsplanen avvisades av regeringen 2003.
Mellan Persbo och Borlänge är det 2+1-väg med 100 km/h.
Mellan Falun och Borlänge är riksvägen fyrfältsväg men inte skyltad motorväg, dock skyltad 110 km/h. Förhållanden som skiljer den nybyggda norra delen från en motorväg är bland annat bredden samt utseendet på busshållplatsfickor och en trafikplatspåfart, som saknar accelerationsfält och har väjnings- eller stopplikt. Vägen delar här sträckning med E16.
På sträckan norr om Falun finns ingen mötesseparering. Standarden varierar och hastighetsbegränsningen är i huvudsak 80 och 90 km/h. Vägen passerar genom Alfta och de centrala delarna av Bollnäs, här följer den riksväg 83 under ca 1 kilometer och slutar sedan vid anslutningen till E4 i utkanten av Söderhamn.
| Delsträcka                        | Delsträcka                        | Avstånd | Hastighet | Vägstandard |
| --------------------------------- | --------------------------------- | ------- | --------- | --- |
| Jönköping - Mjölby, se E4.        |                                   |         |           | |
| Mjölby Trafikplats Mjölby V       | Skänninge Trafikplats Skänninge N | 9 km    |           | 2+2-väg. |
| Skänninge Trafikplats Skänninge N | Nykyrka                           | 25 km   |           | 2+1-väg. 2+2-väg, 80 km/h genom Motala. |
| Nykyrka                           | Medevi                            | 7 km    |           | Landsväg. 70 km/h närmast Nykyrka. |
| Medevi                            | Brattebro                         | 10 km   |           | Landsväg. |
| Brattebro                         | Rude                              | 12 km   |           | 2+1-väg. 80 km/h över Hammarsbroarna. |
| Rude                              | Askersund                         | 5 km    |           | 2+1-väg. Lägre hastighet förbi Askersund. |
| Askersund                         | Falla                             | 6 km    |           | 2+1-väg. Lägre hastighet förbi Askersund. |
| Falla                             | Åsbro                             | 9 km    |           | 2+1-väg. 70 km/h förbi Åsbro. |
| Åsbro                             | Hallsberg Trafikplats Brändåsen   | 8 km    |           | 2+1-väg. |
| Hallsberg Trafikplats Brändåsen   | Örebro Trafikplats Adolfsberg     | 20 km   |           | Motorväg (2+2) Gemensam med . |
| Örebro Trafikplats Adolfsberg     | Örebro Trafikplats Norrplan       | 9 km    |           | Motorväg (2+2) Gemensam med och . |
| Örebro Trafikplats Norrplan       | Förlunda                          | 4 km    |           | 2+2-väg. |
| Förlunda                          | Axbergshammar                     | 11 km   |           | 2+2-väg. 70 km/h genom vissa korsningar. |
| Axbergshammar                     | Lilla Mon Trafikplats Lilla Mon   | 6 km    |           | 2+1-väg. |
| Lilla Mon Trafikplats Lilla Mon   | Rya                               | 11 km   |           | 2+1-väg. |
| Rya                               | Persbo                            | 95 km   |           | Landsväg. 50-70 km/h genom Guldsmedshyttan. 70 km/h genom Lerviken. 30-70 km/h genom Grängesberg. 40-70 km/h genom Ludvika. 70 km/h genom vissa korsningar. |
| Persbo                            | Borlänge Ritaregatan              | 30 km   |           | 2+1-väg. 80 km/h förbi Baggbo. |
| Borlänge Ritaregatan              | Borlänge Trafikplats Islingby     | 4 km    |           | 2+2-väg. Gemensam med från Backarondellen. |
| Borlänge Trafikplats Islingby     | Falun Cirkulationsplats Pilbo     | 16 km   |           | 2+2-väg. Gemensam med . |
| Falun Cirkulationsplats Pilbo     | Falun Hökviksvägen                | 4 km    |           | Landsväg. Gemensam med . |
| Falun Hökviksvägen                | Svabensverk                       | 55 km   |           | Landsväg. 60 km/h genom Toftbyn. 50 km/h genom Enviken. 60 km/h genom Yttertänger.                                                                          |
| Svabensverk                       | Alfta                             | 45 km   |           | Landsväg. |
| Alfta                             | Glössbo                           | 37 km   |           | Landsväg. 40-60 km/h genom Bollnäs. 40-60 km/h genom Glössbo.                                                                                               |
| Glössbo                           | Söderhamn                         | 23 km   | \| \|     | Landsväg. 70 km/h närmast Söderhamn. |
|                                   |                                   |         |           | |

## Planer
Mellan Nykyrka och Brattebro (16 km längd, på sträckan Motala-Askersund) planeras det att vägen byggs om till mötesfri landsväg. Projektet har planerad byggstart 2025 och beräknas klar cirka 2028.
Trafikverket planerar att bygga om Dalporten i Grängesberg. Vägtunneln ”Dalporten” kommer att stängas för biltrafik och riksväg 50 för då en delvis ny sträckning. Trafikverket planerar samtidigt  att renovera en järnvägsbro och stänga en annan järnvägsbro för biltrafik. Den planerade byggstarten år 2022 är senarelagd i avvaktan på finansiering efter att produktionskostnaden bedömts öka i senaste kostnadsbedömningen 2020.
Genomfart Ludvika: Trafikverket har påbörjat ombyggnationen av riksväg 50 under hösten 2020. De startar då med huvuddel 1, sträckan från Lyviksberget till Mossplan. Den delen beräknas vara klar 2022. Huvuddel 2, Mossplan till Kajvägen och huvuddel 3 resecentrum, beräknas bli klar 2023. I varje del ingår ett antal åtgärder för att öka säkerheten, ge bättre möjlighet till arbetspendling och förbättra näringslivets godstransporter genom Ludvika.
Korsningen Ritargatan/Rv50 i Borlänge kommer att byggas om till en säkrare cirkulationsplats med  byggstart april 2022 och beräknas klar i oktober samma år.

## Alternativa vägar
Riksväg 50 (466 km) är inte den snabbaste och smidigaste vägen för att färdas mellan Mjölby och Söderhamn i sin helhet. Snabbast och smidigast, men längre, är E4:an som är 470 km mellan Mjölby och Söderhamn. 
Man kan också med fördel färdas:
- väg 50 och väg 68 samt E4 (451 km) via Örebro och Fagersta.
- väg 50, E18, väg 56, E4 (456 km) via Örebro och Västerås.
- väg 50, E16 och E4 (488 km) via Örebro och Falun.
- väg 55, via Norrköping och Strängnäs och E4 från Uppsala, 487 km.
- väg 56, via Norrköping och Gävle och E4 därifrån, 471 km

## Historik

### Nummerhistoria
Under perioden 1962–2001 hette bara delen (Jönköping–)Ödeshög–Örebro riksväg 50, men 1 oktober 2001 slogs den samman med dåvarande riksväg 60 (tidigare Örebro–Falun), länsväg 294 (Falun–Alfta) och en del av länsväg 301 till den nuvarande, längre riksväg 50. Mellan 1962 och 1985 var delen Falun–Alfta övrig länsväg, medan Alfta–Söderhamn hette riksväg 82. Mellan 1945 och 1962 var sträckan Ödeshög–Hallsberg riksväg 8, och Örebro–Falun en del av riksväg 10. Falun–Alfta var småvägar och Alfta–Söderhamn var länsväg 306.

### Bygghistoria
Riksväg 50 fick i oktober 2013 en ny sträckning mellan Motala och Mjölby. Vägen utformades till mötesfri landsväg med mitträcke och går till största delen parallellt med järnvägen som även den byggdes om i samma projekt. En högbro byggdes för vägen, över motalaviken nära Motala. Vägen öppnades för trafik 9 oktober 2013. När den nya sträckningen togs i bruk kom den befintliga riksväg 50 mellan Ödeshög och Motala att klassas om till övrig länsväg med numret E 919. Likaså den gamla delsträckan av riksväg 32 från Mjölby till Motala klassades om till övrig länsväg med numret E 990.
Vägen Motala–Sänna är samma väg som på 1940-talet, endast två korta sträckor vid Nykyrka och Medevi är nyare. Vägen och bron över Hammarsundet är från mitten av 1990-talet. Vägen närmast söder om Askersund är samma som 1940-talet. Vägen Askersund–Lerbäck byggdes på 1960-talet, vägen Lerbäck–Åsbro på 2000-talet och Åsbro–E20 på 1970-talet. Motorvägen E20/riksväg 50 är byggd under perioden 1973–1981.
Vägen Örebro–Lilla Mon är byggd på tidiga 1960-talet och Lilla Mon–södra Lindesberg på 1990-talet. Förbifarten Lindesberg byggdes på tidiga 1980-talet. Vägen genom Storå och vidare norrut till Kopparberg följer i huvudsak samma sträckning som på 1940-talet, men har breddats och rätats och byggts om bitvis. Förbifarten förbi Kopparberg färdigställdes 1988. Vägen från Kopparberg och någon mil norr om Ludvika är byggd före 1950. Fortsättningen till Borlänge är byggd på 1960- och 1980-talet. Mellan Falun och Borlänge är riksvägen fyrfältsväg men inte skyltad motorväg. Mellan Ornäs och Falun blev den klar i november 2005. Vägen är en fortsättning på motorvägen som byggdes från Borlänge till Ornäs, cirka 6–7 km, på 1960-talet. Borlänge–Ornäs förlorade sin motorvägsstatus på 90-talet i samband med att vägrenarna på bron över Dalälven gjordes om till gång- och cykelbanor.
Vägens första mil norr om Falun är byggd på 1990-talet, medan den långa vägen upp till Alfta följer samma väg som på 1940-talet, dock asfalterad och breddad, vissa kurvor rätade. Sedan 2006 har förbättringsarbeten genomförts på sträckan Lamborn–Svabensverk–Älvkarhed, varigenom vägen fått ökad bärighet för tunga transporter och blivit något bredare. Vägen Alfta–Bollnäs är byggd på 1980-talet, medan vägen Bollnäs–Söderhamn är huvudsakligen från slutet på 1950-talet.
Den äldre sträckningen Ödeshög-Motala, nuvarande länsväg E 919, är i stort sett samma väg som på 1940-talet. Sträckan Ödeshög-Hästholmen-Alvastra är dock byggd senare, liksom förbifarten förbi Vadstena, som färdigställdes i september 2013. Den byggdes på grund av att vägen tidigare gick rakt genom tätorten samt att en stor andel tunga fordon trafikerade vägen.

## Trafikplatser och anslutningar
| | Nr  | Namn                        | Skyltning                                               |
| --- | --- | --------------------------- | ------------------------------------------------------- |
| Fyrfältsväg Mjölby–Skänninge                                                                                 |     |                             |                                                         |
| |     | Trafikplats Mjölby Västra   | Stockholm, Helsingborg Vetlanda                         |
| |     | Trafikplats Hulje           | Mjölby V C, Hogstad, Bjälbo, Högby                      |
| |     | Trafikplats Skänninge Södra | Skänninge S, Ullekalv                                   |
| |     | Trafikplats Skänninge Norra | Skänninge Vadstena, Mantorp                             |
| Landsväg Skänninge–Hallsberg, helt planskilt Skänninge–Motala, enstaka planskilda korsningar finns därutöver |     |                             |                                                         |
| |     | Trafikplats Fågelsta        | Fågelsta                                                |
| |     | Trafikplats Södra Freberga  | Vadstena, Södra Freberga                                |
| |     | Trafikplats Motala Södra    | Motala S C                                              |
| |     | Motalabron                  | över Motalaviken, 620 m                                 |
| |     | Trafikplats Motala Centrum  | Motala C                                                |
| |     | Trafikplats Motala Norra    | Linköping, Vimmerby, Kalmar                             |
| |     | Hammarsbroarna              | över Stora Hammarsundet, cirka 500 m                    |
| |     | Askersund                   | Skara                                                   |
| |     | Askersund                   | Karlskoga                                               |
| |     |                             | Östansjö, Hallsberg                                     |
| Motorväg Hallsberg–Örebro, gemensam med                                                                      |     |                             |                                                         |
| | 106 | Trafikplats Brändåsen       | Göteborg                                                |
| | 107 | Trafikplats Byrstatorp      | Hallsberg N, Kumla S Norrköping Nyköping                |
| | 108 | Trafikplats Ekeby           | Kumla N, Mosås                                          |
| | 109 | Trafikplats Marieberg       | Marieberg, Täby, köpcentrum, Törsjöterminalen, travbana |
| | 110 | Trafikplats Adolfsberg      | Pilängen, Adolfsberg, Karlstad, Oslo                    |
| | 111 | Trafikplats Aspholmen/Bista | Centrum, Söder, Mässan, sjukhus                         |
| | 112 | Trafikplats Karlslundsgatan | Garphyttan, Ånnaboda, Väster                            |
| | 113 | Trafikplats Ekersvägen      | Närkes Kil, Tysslingen                                  |
| | 114 | Trafikplats Hedgatan        | Vivalla, Eurostop                                       |
| | 115 | Trafikplats Norrplan        | Stockholm                                               |
| Landsväg Örebro–Borlänge, enstaka planskilda korsningar finns                                                |     |                             |                                                         |
| |     | Trafikplats Förlunda        | Kårsta                                                  |
| |     | Hovsta                      | Hovsta                                                  |
| |     |                             | Dyltabruk, Kvinnersta                                   |
| |     |                             | Åby, Enbacken                                           |
| |     |                             | Seltorp                                                 |
| |     | Axbergshammar               | Arboga/Frövi, Lockenkil                                 |
| |     | Mogetorp                    | Järle                                                   |
| |     | Trafikplats Lilla Mon       | Nora, Hällefors                                         |
| |     | Rya                         | Arboga                                                  |
| |     | Lindesberg                  | Fagersta, Avesta, Gävle                                 |
| |     | Storå                       | Stråssa                                                 |
| |     | Kopparberg                  | Skinnskatteberg                                         |
| |     | Kopparberg                  | Karlstad                                                |
| |     | Ludvika                     | Fagersta, Västerås                                      |
| |     | Ludvika                     | Hagfors Vansbro, Sälen                                  |
| |     | Trafikplats Paradisvägen    | Skräddarbacken, Hjärpbo                                 |
| |     | Borlänge Backarondellen     | Leksand, Mora Vansbro, Oslo, Centrum                    |
| |     | Borlänge                    | Centralstation                                          |
| |     | Borlänge Tunavägen          | Åselby                                                  |
| |     | Borlänge Grådarondellen     | Säter, Enköping                                         |
| Fyrfältsväg Borlänge–Falun                                                                                   |     |                             |                                                         |
| |     |                             | över Dalälven, cirka 250 m                              |
| |     | Trafikplats Islingby        | Domnarvet, Torsång                                      |
| |     | Trafikplats Ornäs           | Ornäs, Aspeboda                                         |
| |     | Trafikplats Karlsvik        | Olsbacka                                                |
| |     | Trafikplats Tallen          | Källviken, Främby                                       |
| Landsväg Falun–Söderhamn                                                                                     |     |                             |                                                         |
| |     | Falun Pilborondellen        | Samuelsdal                                              |
| |     | Falun Gruvrondellen         | Centrum                                                 |
| |     | Falun                       | Leksand                                                 |
| |     | Falun Jungfrubergsrondellen | Rättvik                                                 |
| |     | Falun                       | Hofors, Gävle Hedemora, Fagersta (Rv50 svänger)         |
| |     | Alfta                       | Edsbyn, Rättvik (Rv50 svänger)                          |
| |     | Bollnäs                     | Gävle                                                   |
| |     | Bollnäs                     | Ljusdal, Ånge (Rv50 svänger)                            |
| |     | Trafikplats Söderhamn södra | Sundsvall, Stockholm                                    |